# Омар Шариф
Ома́р аш-Шари́ф (араб. عمر الشريف, Omar ash-Shareef, англ. Omar Sharif, ім'я при народженні: Мішель Демітрі Шальгуб / Michel Demitri Shalhoub; 10 квітня 1932, Александрія — 10 липня 2015, Каїр) — єгипетський кіноактор, сценарист і кінорежисер, відомий гравець у бридж та автор книг із цієї тематики.

## Біографія та кар'єра
Омар Шариф народився під ім'ям Мішель Демитрі Шальгуб 10 квітня 1932 року в Александрії (Єгипет) у християнській (греко-католицька) родині (пізніше він змінить ім'я та прийме іслам для того, щоб узяти шлюб з актрисою Фатен Хамама). Батько Шарифа — ліванський іммігрант Джозеф Шальгуб, був торговцем лісом, а мати — Клара Шальгуб, була єгиптянкою лівано-палестинського походження.
Омар Шариф закінчив Коледж Вікторії в Александрії, а потім Каїрський університет з дипломом з математики та фізики. Після цього він працював зі своїм батьком у лісоторгівлі. Справи їхні йшли кепсько, надто після того, як вони вклали велику суму грошей у проєкт з відновлення використання папірусу в побуті.
1953 року Омар Шариф започаткував свою кіноакторську кар'єру, дебютувавши у стрічці славетного Шахіна «Сліпуче сонце». Успіх першої ролі Шарифа був значним, і Шариф відтоді знявся у величезній кількості єгипетських кінострічок. Він знімався у кіно і з дружиною (від 1955 року), також відомою кіноакторкою Фатен Хамама, граючи переважно романтичних персонажів. Серед інших відомих єгипетських стрічок за участю Шарифа — Ayyamna el helwa («Наші найкращі дні», 1955), La anam («Я не сплю», 1958), Sayedat el kasr («Пані з замку», 1959) та місцева адаптація «Ани Кареніної» Nahr el hub («Річка кохання», 1961).

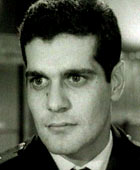
Шариф у фільмі Доктор Живаго

Першим англомовним фільмом Омара Шарифа став «Лоуренс Аравійський», у якому він виконав роль шерифа Алі. За цю роль 1962 року Шариф номінувався на «Оскара» (за найкращу чоловічу роль 2-го плану) й отримав «Золотого глобуса» в тій же номінації, а головне — здобув світову славу.
Після «Лоуренса Аравійського» Омар Шариф знімався ще у низці міжнародних фільмів, у тому числі й голлівудських. Так, 1965 року він зіграв головну роль у стрічці «Доктор Живаго» (США) за романом Бориса Пастернака, 1968-го виконав роль кронпринца Рудольфа в романтичній драмі Теренса Янга «Майєрлінг», а за гру у фільмі «Смішне дівчисько» (1968) зазнав критики з боку рідного Єгипту, адже партнеркою на знімальному майданчику в актора була Барбра Стрейзанд, що відкрито виступала на підтримку Ізраїлю, з яким у Єгипта складні відносини. Нерідко партнером Шарифа в голлівудських стрічках, зокрема, історичного плану, був відомий актор Ентоні Квінн, також він грав з Софі Лорен і Грегорі Пеком; Шарифа любили знімати у європейському кіно, зокрема, французькому та італійському, — у французьких стрічках актор зіграв з такими яскравими кінозірками як Катрін Деньов та Жан-Поль Бельмондо.
2002 року актор повернувся із США додому в Єгипет.
Вшановуючи заслуги і внесок Омара Шарифа у розвиток кіноіндустрії та різноманітність світу ЮНЕСКО в листопаді 2005 року нагородила актора медаллю.
Омар Шариф був також відомим у світі як затятий гравець у бридж, завсідник іподромів.
В останні роки Омар Шариф боровся з хворобою Альцгеймера. Помер 10 липня 2015 у Каїрі.

## Фільмографія
| Рік       |     | Українська назва                | Оригінальна назва                               | Роль                              |
| --------- | --- | ------------------------------- | ----------------------------------------------- | --------------------------------- |
| 1954      | ф   | Боротьба в долині               | Siraa Fil-Wadi                                  | Ахмед                             |
| 1955      | ф   | Наші найкращі дні               | Ayyamine el helwa                               | Ахмед                             |
| 1956      | ф   | Власниця ливанського замку      | La châtelaine du Liban                          | Мокрір                            |
| 1956      | ф   | Темні води                      | Siraa Fil-Mina                                  | Рагаб                             |
| 1957      | ф   | Земля світу                     | Ard el salam                                    | Ахмед                             |
| 1958      | ф   | Гоха                            | Goha                                            | Гоха                              |
| 1958      | ф   | Прихований берег                | Shatie el asrar                                 |                                   |
| 1958      | ф   | Завтра ні                       | La anam                                         | Азіз                              |
| 1958      | ф   | Помилка моєї любові             | Ghaltet habibi                                  |                                   |
| 1959      | ф   | Боротьба на Нілі                | Seraa fil Nil                                   | Мухассаб                          |
| 1959      | ф   | Дама із замку                   | Sayedat el kasr                                 | Адель                             |
| 1959      | ф   | Заради жінки                    | Min ajal emraa                                  |                                   |
| 1959      | ф   | Побачення з незнайомцем         | Maweed maa maghoul                              | Магді                             |
| 1959      | ф   | Скандал в Замалеку              | Fadiha fil Zamalek                              |                                   |
| 1960      | ф   | Муки кохання                    | Lawet el hub                                    |                                   |
| 1961      | ф   | Я люблю свого господаря         | Gharam el assiad                                |                                   |
| 1961      | ф   | Початок і кінець                | Bidaya wa nihaya                                |                                   |
| 1961      | ф   | Річка любові                    | Nahr el hub                                     | Халід                             |
| 1961      | ф   | Агонія кохання                  | Ishayat hub                                     |                                   |
| 1961      | ф   | Моє єдине кохання               | Hubbi el wahid                                  |                                   |
| 1961      | ф   | Чоловік у нашому домі           | Fi baitina rajul                                | Ібрагім                           |
| 1962      | ф   | Лоуренс Аравійський             | Lawrence of Arabia                              | Шериф Алі                         |
| 1964      | ф   | Падіння Римської імперії        | The Fall of the Roman Empire                    | Сохам                             |
| 1964      | ф   | Ось кінь блідий                 | Behold a Pale Horse                             | Франциско                         |
| 1964      | ф   | Жовтий «Роллс-ройс»             | The Yellow Rolls-Royce                          | Девіч                             |
| 1965      | ф   | Чингісхан                       | Genghis Khan                                    | Темуджин-Чингісхан                |
| 1965      | ф   | Казкова пригода Марко Поло      | La fabuleuse aventure de Marco Polo             | Шейх Алла Хоу, «Пустельний Вітер» |
| 1965      | ф   | Доктор Живаго                   | Doctor Zhivago                                  | Юрій                              |
| 1965      | ф   | Мамлюки                         | El mamalik                                      |                                   |
| 1966      | ф   | Маки — це також квіти           | Poppies Are Also Flowers                        | доктор Рад                        |
| 1967      | ф   | Ніч генералів                   | The Night of the Generals                       | майор Грау                        |
| 1967      | ф   | Жила-була...                    | C'era una volta                                 | Принц Родріго Фернандес           |
| 1968      | ф   | Смішна дівчина                  | Funny Girl                                      | Нік Арнштайн                      |
| 1968      | ф   | Майєрлінг                       | Mayerling                                       | Ерцгерцог Рудольф                 |
| 1969      | ф   | Маккенове золото                | Mackenna's Gold                                 | Джон Колорадо                     |
| 1969      | ф   | Побачення                       | The Appointment                                 | Федеріко Фенді                    |
| 1969      | ф   | Че!                             | Che!                                            | Че Гевара                         |
| 1969      | ф   | Троє чоловіків на коні          | Trois hommes sur un cheval                      | Un turfiste                       |
| 1971      | ф   | Війна хрестоносців              | The Last Valley                                 | Фогель                            |
| 1971      | ф   | Вершники                        | The Horsemen                                    | Ураз                              |
| 1971      | ф   | Зломники                        | Le casse                                        | Абель Захарія                     |
| 1972      | ф   | Право любити                    | Le droit d'aimer                                | П'єр                              |
| 1973      | ф   | Таємничий острів                | La isla misteriosa                              | капітан Немо                      |
| 1974      | ф   | Фінікова кісточка               | The Tamarind Seed                               | Федір Свердлов                    |
| 1974      | ф   | Джаггернаут                     | Juggernaut                                      | капітан Алекс Брюнель             |
| 1975      | ф   | Смішна леді                     | Funny Lady                                      | Нікі Арнштайн                     |
| 1976      | ф   | Злочин і пристрасть             | Ace Up My Sleeve                                | Андре Феррен                      |
| 1976      | ф   | Рожева пантера завдає удар      | The Pink Panther Strikes Again                  | єгипетський вбивця                |
| 1977      | тф  | Таємниці великих пірамід        | Mysteries of the Great Pyramid                  | ведущий                           |
| 1979      | ф   | Ашанті                          | Ashanti                                         | Принц Хасан                       |
| 1979      | ф   | Узи крові                       | Bloodline                                       | Іво Палацці                       |
| 1980      | ф   | В.О.Н.А.                        | S+H+E: Security Hazards Expert                  | барон Чезаре Маньяско             |
| 1980      | ф   | Балтиморська куля               | The Baltimore Bullet                            | Диякон                            |
| 1980      | ф   | О, божественний пес!            | Oh Heavenly Dog                                 | Барт                              |
| 1980      | тф  | Палац насолод                   | Pleasure Palace                                 | Луї Лефевр                        |
| 1981      | ф   | Зелений лід                     | Green Ice                                       | Мено Ардженті                     |
| 1981      | ф   | Інчхон                          | Inchon                                          | індійський бригадир               |
| 1983      | тф  | Мартингал                       | La Martingale                                   | Алекс Йоскі                       |
| 1983      | ф   | Аюб                             | Ayoub                                           |                                   |
| 1984      | ф   | Цілком таємно!                  | Top Secret!                                     | агент Седрік                      |
| 1984      | тф  | Далекі шатри                    | The Far Pavilions                               | Кода Дед                          |
| 1985      | тф  | Порочне коло                    | Vicious Circle                                  | Гарсен                            |
| 1985      | тф  | Грань вітру                     | Edge of the Wind                                | МакКоркодейл                      |
| 1986      | с   |                                 | The Mind of David Berglas                       |                                   |
| 1986      | тф  | Петро Великий                   | Peter the Great                                 | Принц Федір Ромодановський        |
| 1986      | тф  | Гарем. Втрата невинності        | Harem                                           | султан Хасан                      |
| 1986      | тф  | Анастасія: Таємниця Анни        | Anastasia: The Mystery of Anna                  | Цар Микола II                     |
| 1987      | ф   | Велике злодійство               | Grand Larceny                                   | Рашид Сауд                        |
| 1988      | ф   | Біси                            | Les possédés                                    | Степан                            |
| 1988      | ф   | Синя піраміда                   | Les pyramides bleues                            | Алекс                             |
| 1988      | ф   | Ключі до свободи                | Keys to Freedom                                 | Джонатан                          |
| 1989      | ф   | Лялькар                         | Al-aragoz                                       | Мохамед Ель-Гад Карім             |
| 1989      | с   | Чотири дівчини                  | Quattro piccole donne                           |                                   |
| 1990      | тф  | Король Патагонії                | Le roi de Patagonie                             | консул д'Анінот                   |
| 1990      | ф   | Місячні гори                    | Mountains of the Moon                           | головний араб в Каїрі             |
| 1990      | ф   | Мандрівка любові                | Viaggio d'amore                                 | Ріко                              |
| 1990      | ф   | Викрадач веселки                | The Rainbow Thief                               | Діма                              |
| 1991      | ф   | Мама                            | Mayrig                                          | Аґоп                              |
| 1991      | ф   | Війна в Єгипті                  | Al-moaten Masry                                 |                                   |
| 1991      | тф  | Принц пустелі                   | Il principe del deserto                         | Емір Бені-Заїр                    |
| 1991      | тф  | Опівнічні спогади               | Memories of Midnight                            | Костянтин Деміріс                 |
| 1992      | тф  | Місіс Гарріс їде до Парижу      | Mrs. 'Arris Goes to Paris                       | маркіз Іполит                     |
| 1992      | ф   | Вулиця Параді, будинок 588      | 588 rue Paradis                                 | Хагоп                             |
| 1992      | ф   | Правосуддя безсиле              | Beyond Justice                                  | Емір Бені-Заїр                    |
| 1992      | ф   | Тяжкий гріх в раю               | Tengoku no Taizai                               | Цай Манг Хуа                      |
| 1993      | ф   | Сміх, ігри, серйозність і любов | Dehk, we leab we gad we hob                     |                                   |
| 1994      | тф  | Сутичка з левами                | Lie Down with Lions                             | Сафар Хан                         |
| 1996      | тф  | Подорожі Гуллівера              | Gulliver's Travels                              | Чарівник                          |
| 1996      | тф  | Катерина Велика                 | Catherine the Great                             | Розумовський                      |
| 1997      | ф   | Рай перш, ніж я помру           | Heaven Before I Die                             | Халіл Джебран                     |
| 1998      | док | Таємниці Єгипту                 | Mysteries of Egypt                              | дід                               |
| 1999      | ф   | Тринадцятий воїн                | The 13th Warrior                                | Мельхісідек                       |
| 2001      | ф   | Цензор                          | Censor                                          |                                   |
| 2001      | ф   | Наглядач                        | The Parole Officer                              | Віктор                            |
| 2001      | тф  | Цитадель                        | Shaka Zulu: The Citadel                         | Король                            |
| 2003—2004 | с   | Малі міські міфи                | Petits mythes urbains                           | шофер таксі                       |
| 2003      | ф   | Месьє Ібрагім та квіти Корану   | Monsieur Ibrahim et les fleurs du Coran         | Месьє Ібрагім Денехі              |
| 2004      | ф   | Ідальго                         | Hidalgo                                         | Шейх Ер-Ріяд                      |
| 2005      | тф  | У пошуках вічного Єгипту        | The Search for Eternal Egypt                    | оповідач                          |
| 2005      | тф  | Святий Петро                    | San Pietro                                      | Святий Петро                      |
| 2006      | ф   | Вогонь у моєму серці            | Fuoco su di me                                  | Пинсіпі Нікола                    |
| 2006      | ф   | Одна ніч з королем              | One Night with the King                         | Принц Мемухан                     |
| 2006      | тф  | Десять заповідей                | The Ten Commandments                            | Джетро                            |
| 2006      | тф  | Кронпринц Рудольф               | Kronprinz Rudolf                                | Ханс Кенон                        |
| 2007      | тф  |                                 | Hanan Wa Haneen                                 | Рауф                              |
| 2008      | ф   | 10 тисяч років до нашої ери     | 10,000 BC                                       | оповідач                          |
| 2008      | ф   | Хасан і Марк                    | Hassan wa Morcus                                | Хасан / Марк                      |
| 2009      | тф  | Останній тамплієр               | The Last Templar                                | Костянтин                         |
| 2009      | ф   | Мандрівник                      | Al Mosafer                                      |                                   |
| 2009      | ф   | Я забув вам сказати             | J'ai oublié de te dire                          | Жауме                             |
| 2013      | ф   | Замок в Італії                  | Un château en Italie                            | Омар Шариф                        |
| 2013      | ф   | Розгойдай Касбу                 | Rock the Casbah                                 | Мулай Хасан                       |
| 2015      | кф  |                                 | 1001 Inventions and the World of Ibn Al-Haytham | дід та оповідач                   |

## Виноски
1. ↑  Bibliothèque nationale de France Sharif, Omar — 2011.
2. ↑  Prominent Egyptians - Egyptian Government State Information Service. Архів оригіналу за 27 вересня 2009. Процитовано 13 грудня 2009.
3. ↑  https://www.youm7.com/story/2015/7/10/وكيل-أعمال-عمر-الشريف-الفنان-العالمى-توفى-بسبب-أزمة-قلبية/2260204
4. ↑  Pas L. v. Genealogics — 2003.
5. ↑  Iconic Egyptian actor Omar al-Sharif dies. Al Arabiya News (англ.) . 10.07.2017. Архів оригіналу за 22 жовтня 2020. Процитовано 12.07.2015.
6. ↑  Помер відомий актор Омар Шариф. Інформагентство «Українські новини». 10.07.2015. Архів оригіналу за 28 січня 2016. Процитовано 12.07.2015.